# Max Hofmeier

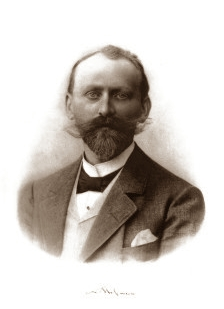
Max Hofmeier

Max Friedrich Adolph Hofmeier (ur. 28 stycznia 1854 w Zudar na Rugii, zm. 3 kwietnia 1927 w Unter-Grainau) – niemiecki lekarz ginekolog. Studiował medycynę w Greifswaldzie, Würzburgu i Fryburgu Bryzgowijskim u Hegara, Pernicego i Schroedera. W 1876 roku otrzymał tytuł doktora medycyny, od 1877 roku był asystentem w Greifswaldzie, potem w klinice położniczej w Berlinie, od 1882 roku jako Sekundararzt.

## Wybrane prace
- Die Verhütung des Kindbettfiebers in den geburtshilflichen Unterrichtsanstalten. Verlag von Breitkopf & Härtel, Leipzig 1897.
- Grundriss der gynäkologischen Operationen. Verlag Deuticke, Leipzig 1888.
- Die Myomotomie. Verlag Enke, 1884.
- Handbuch der Frauenkrankheiten (Zugleich als 16.Auflage des Handbuches der Krankheiten der weiblichen Geschlechtsorgane von Karl Schroeder.), Verlag F.C.W. Vogel, Leipzig 1921.
- Hofmeier M, Benckiser A. Beiträge zur Anatomie des schwangeren und kreisenden Uterus. Verlag Ferdinand Enke, Stuttgart 1887.